# Porte-avions d'eau douce de l'US Navy

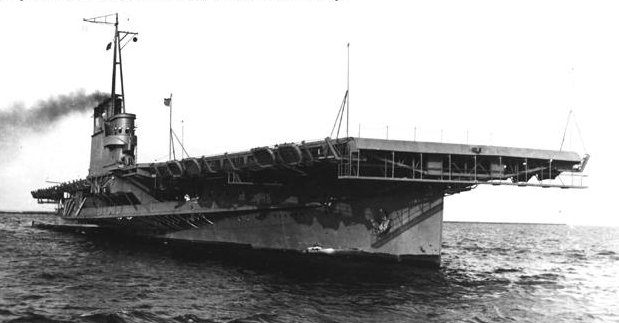
LUSS Wolverine (IX-64)

Le terme de porte-avions d’eau douce (freshwater aircraft carrier) désigne deux navires de  l'US Navy, l'USS Wolverine et l'USS Sable, qui ont opéré sur le lac Michigan, situé au nord des États-Unis durant la Seconde Guerre mondiale. Les États-Unis profitèrent de disposer de lacs suffisamment grands et situés à l’écart des théâtres des opérations du Pacifique et de l'Atlantique pour y transformer deux vapeurs en porte-avions d'entrainement pour l'appontage et le décollage de pilotes de l'aéronavale.

## Historique

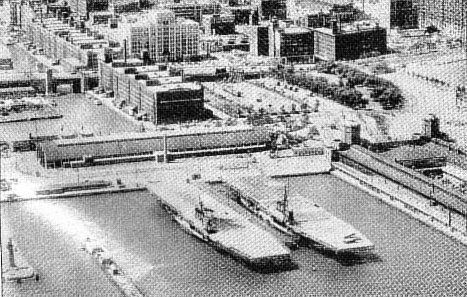
Les deux porte-avions d'eau douce sur la jetée Navy à Chicago

L'appontage a toujours été la manœuvre la plus périlleuse pour les pilotes de l'aéronavale. Le retour au porte-avions, parfois par une météo très difficile, est la hantise des jeunes élèves pilotes inexpérimentés. Logiquement, le seul moyen d'apponter en toute sécurité est d’effectuer un entraînement poussé. En 1942, alors que la Seconde Guerre mondiale fait rage, l'US Navy est confrontée à une pénurie de pilotes. Elle décide alors de transformer en porte-avions deux bateaux à vapeur à roues à aubes des Grands Lacs, permettant ainsi à ses élèves pilotes de s'entraîner au décollage, et surtout à l'appontage, sans employer un porte-avions « opérationnel » bien plus utile ailleurs. Après avoir été rachetés par la Navy, les vapeurs Seeandbee et Greater Buffalo deviennent les porte-avions d'entraînement USS Wolverine (IX-64) (carcajou en anglais) et USS Sable (IX-81) (zibeline), et sont classés dans la catégorie navires auxiliaires divers (IX).

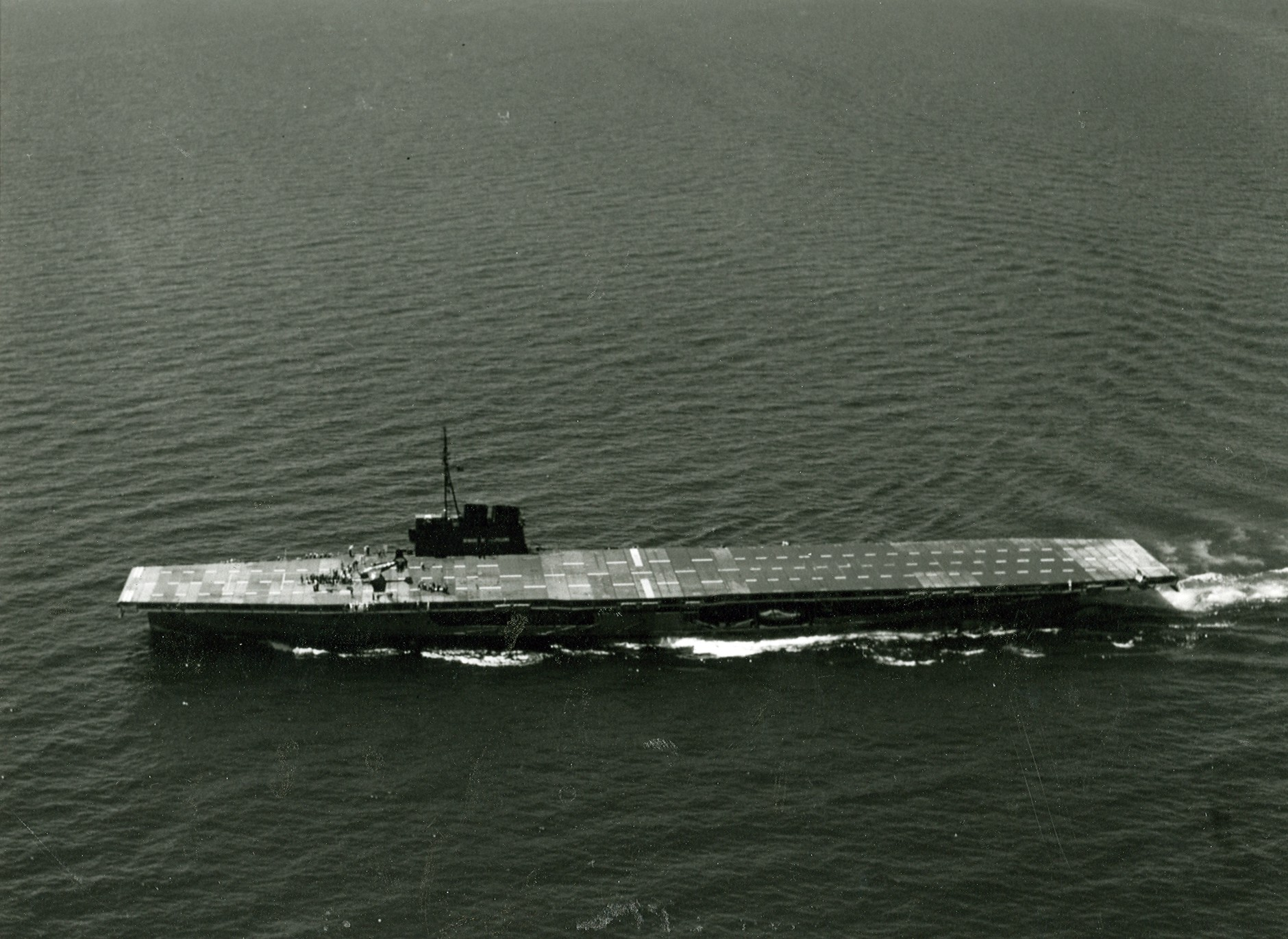
LUSS Sable (IX-81)

Basés à Chicago, les deux navires effectuent leurs sorties sur le lac Michigan, faisant d'eux les deux seuls porte-avions d’eau douce au monde, et les seuls porte-avions propulsés par roues à aubes. Ces « ponts plats », bien à l'abri du conflit, sont dépourvus de tout équipement inutile : ils ne comportent par exemple aucun armement pour la défense anti-aérienne. Les avions d'entraînement sont basés à terre, à la Naval Air Station Glenview dans l'Illinois, et n'utilisent les navires que pour apponter et décoller, rendant également inutile un hangar inférieur. Le pont de ces porte-avions est très bas sur l'eau, ce qui leur donne une silhouette très particulière.

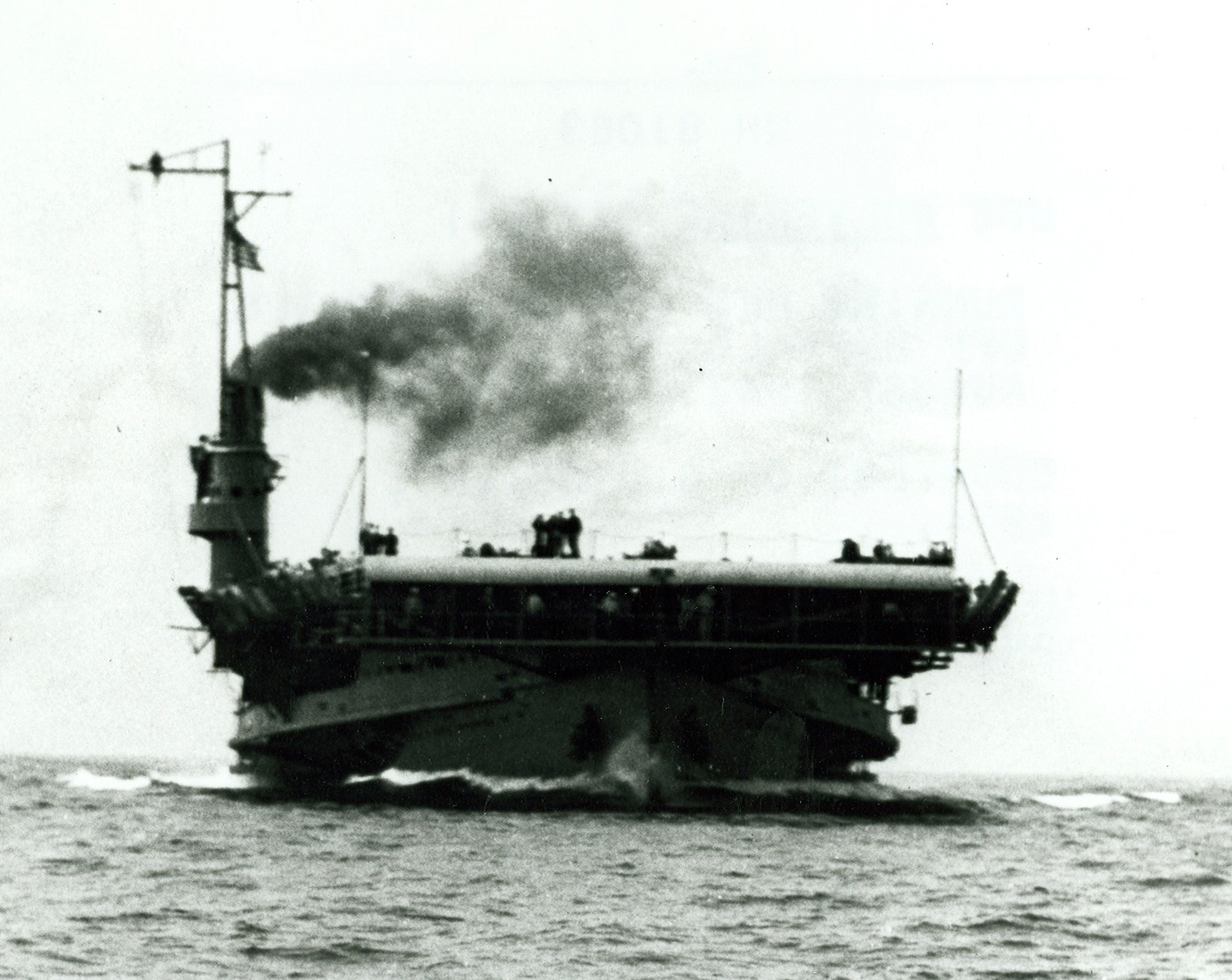
Le Wolverine vu de face

Grâce à ces deux porte-avions, les élèves pilotes, qui une fois qualifiés à l'appontage et au catapultage deviennent des carquals (terme formé par la contraction des mots carrier, porte-avions, et qualifications), ont à leur actif entre 360 et 450 heures de vol et de nombreux appontages avant d'arriver dans les zones de conflit. Ils sont en outre encadrés par des instructeurs très compétents et expérimentés, presque toujours des pilotes ayant participé à des combats aériens. En hiver, lorsque le lac est gelé, les élèves pilotes s'entraînent à bord d'un porte-avions disponible au large des côtes, le plus souvent au départ de Naval Air Station Jacksonville en Floride.
À la fin de la guerre, qui signifie aussi la fin de leur carrière, le Sable et le Wolverine totalisent 17 820 carquals et 116 000 appontages. Ils sont désarmés en novembre 1945 et vendus pour la ferraille en 1948.

## Caractéristiques
Lors de leur conversion, ils ont conservé leur chauffe au charbon et leur propulsion par roues à aubes latérales.

### USSWolverine(IX-64), ex-Seeandbee

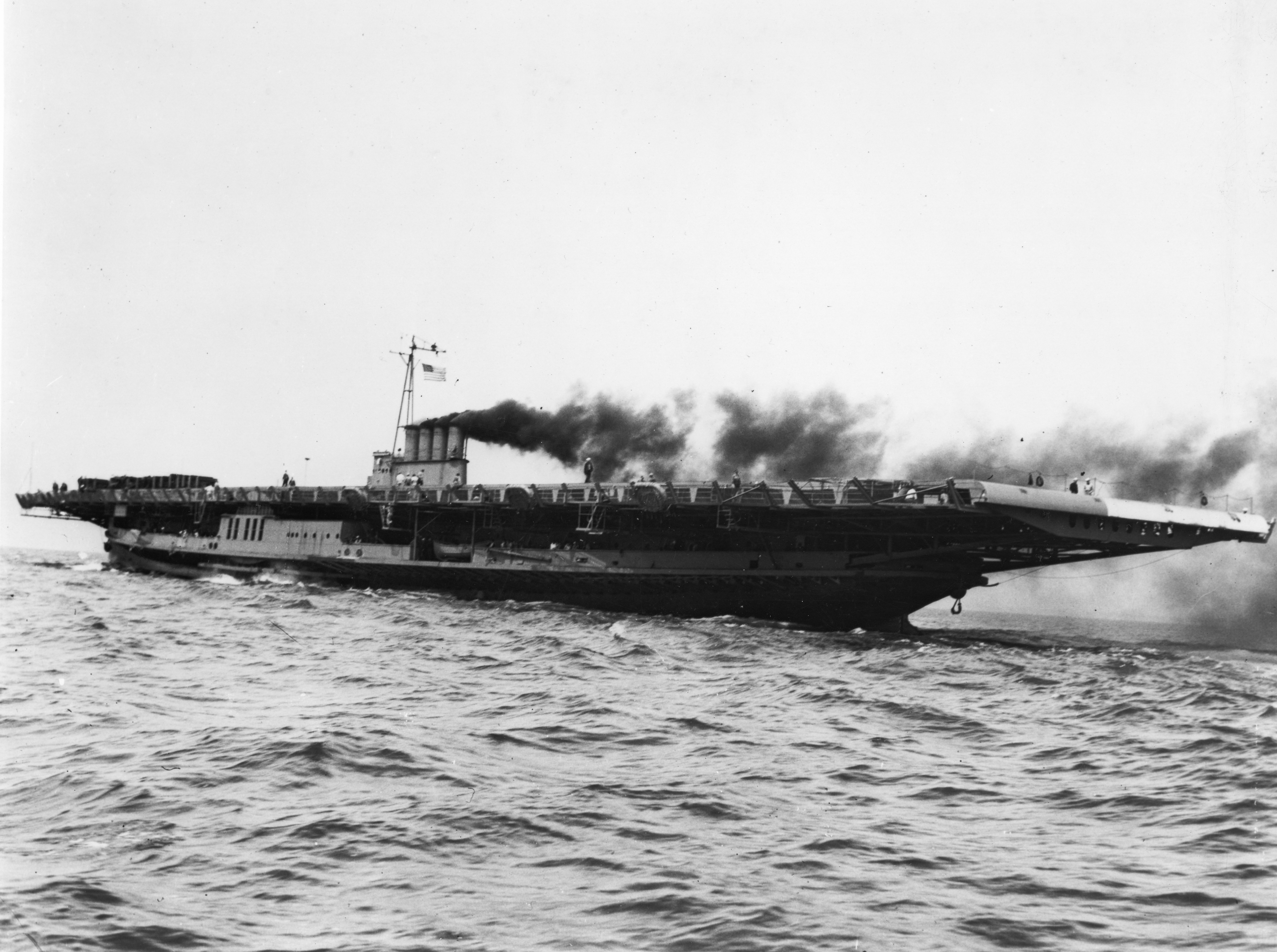
LUSS Wolverine (IX-64). Le battement de l'eau par les roues à aubes latérales est nettement visible.

- construit en 1912-1913 par l'American Shipbuilding Co. à Wyandotte, Michigan ;
- exploité par la Cleveland and Buffalo Transit Co ;
- acquis par l’US Navy le 12 mars 1942 ;
- mis en service après transformation le 12 août 1942 ;
- retiré du service le 7 novembre 1945 et démoli en 1948 (à Milwaukee) ;
- Longueur : 152 mètres hors tout ;
- Déplacement : 7 200 tonnes ;
- Propulsion : 2 roues à aubes (diam.10m) ;
- Vitesse max. : 16 nœuds.

### USSSable(IX-81), ex-Greater Buffalo

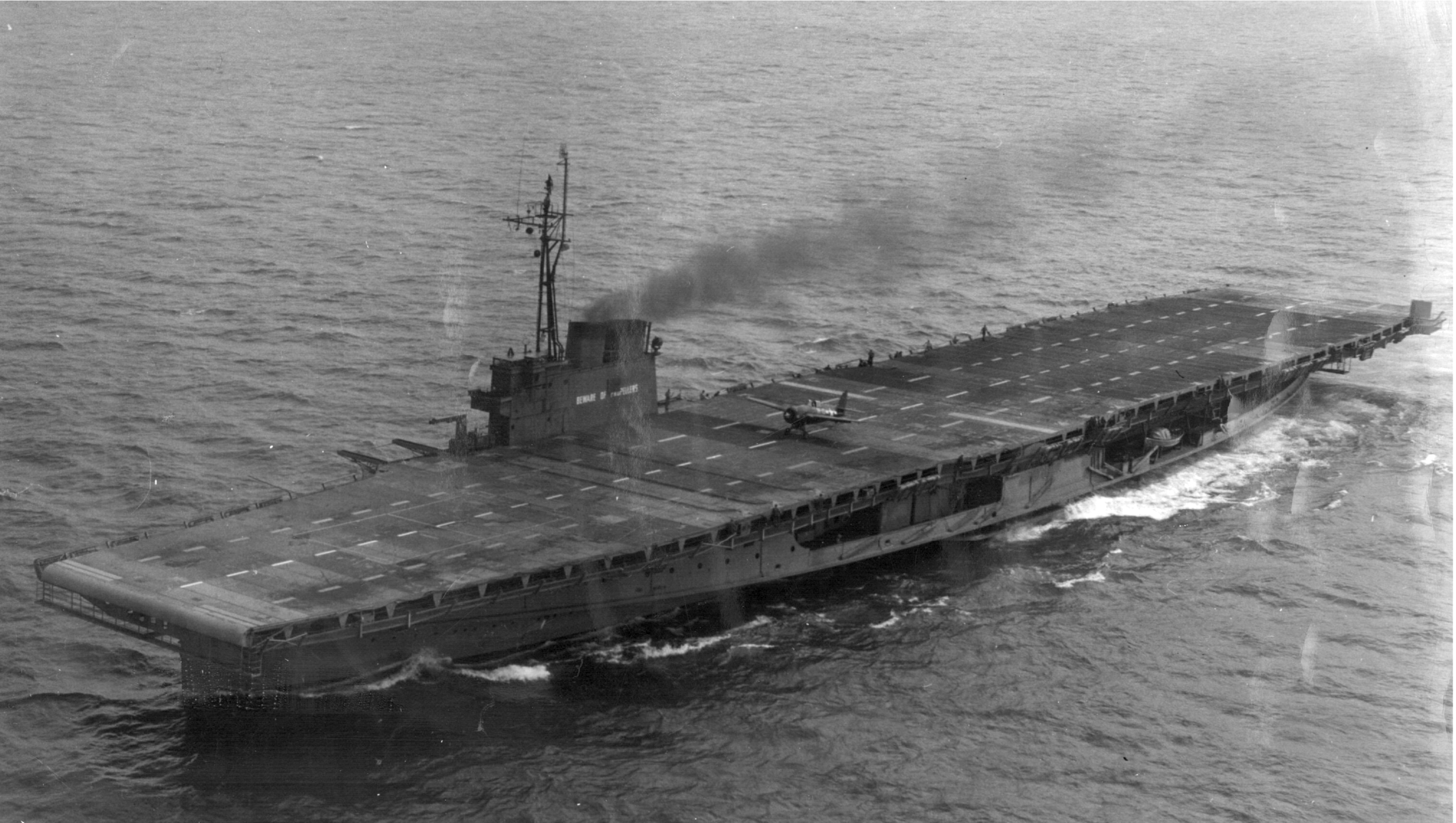
LUSS Sable (IX-81)

- construit en 1923-1924 par l'American Shipbuilding Co. à Lorain (Ohio) ;
- exploité par la Detroit and Cleveland Navigation Co ;
- acquis par l’US Navy le 7 août 1942 ;
- mis en service après transformation le 8 mai 1943 ;
- retiré du service le 7 novembre 1945 et démoli en 1948 (à Hamilton) ;
- longueur : 163 mètres hors tout ;
- déplacement : 6 584 tonnes ;
- Propulsion : 2 roues à aubes (diam.10m), 30 révolutions par minute ;
- vitesse max. : 18 nœuds.

Il s'agit du premier porte-avions américain avec un pont d'envol en acier.